# Eino Lahti
Eino Lahti (Vaasa, 18 mei 1915 – Pori, 13 oktober 2003) was een voetballer uit Finland, die speelde als verdediger voor onder meer VPS Vaasa gedurende zijn carrière. Hij overleed op 88-jarige leeftijd.

## Interlandcarrière
Lahti, bijgenaamd Eikka, speelde in totaal 22 interlands voor Finland in de periode 1936–1945, zonder te scoren voor de nationale ploeg. Hij vertegenwoordigde zijn vaderland bij de Olympische Spelen van 1936 in Berlijn, Duitsland, waar Finland in de eerste ronde werd uitgeschakeld na een 7-3 nederlaag tegen Peru. Doelpuntenmakers namens Finland waren Ernst Grönlund, Pentti Larvo en William Kanerva.